# Championnat provincial d'Argentine de rugby à XV
Le Championnat provincial d'Argentine de rugby à XV ou Campeonato Argentino de Mayores est une compétition annuelle de rugby à XV organisée par la Fédération argentine de rugby qui oppose, non pas des sélections provinciales du pays, mais des équipes représentant les uniónes, au nombre de 25, membres de l'U.A.R.. Par exemple, Nordeste représente les provinces du Chaco et de Corrientes. D'autres uniónes peuvent ne représenter qu'une partie d'une province réelle, et plus particulièrement les uniónes  qui composent la région de Buenos Aires, ainsi que les uniónes de Santafesina et de Rosario.

## Histoire
À partir de l'édition 2015, l'équipe nationale du Paraguay et de l'équipe réserve de l'Uruguay participent au championnat provincial d'Argentine.

## Format
Les équipes sont donc réparties en trois groupes de la façon suivante :
- Zona Campeonato composée des 6 meilleures équipes qui s'affrontent lors d'un championnat toutes rondes simple : le premier remporte le titre à la fin de la compétition. Le dernier dispute un barrage de relégation contre le premier de la Zona Ascenso Zona A.
- Zona Ascenso avec les 12 équipes suivantes réparties en deux poules (Zona A et Zona B). Le premier de la Zona A joue un barrage de promotion pour l'accès à la Zona Campeonato, tandis que le premier de la Zona B joue un barrage de promotion contre le dernier de la Zone A. Le dernier de la Zona B dispute un barrage de relégation contre le vainqueur de la Zona Estímulo.
- Zona Estímulo avec 9 équipes réparties en 3 groupes. Le vainqueur de chaque groupe se rencontre lors d'un championnat toutes rondes simple et le vainqueur dispute un barrage de promotion pour l'accès à la Zona B de la Zona Ascenso.

## Liste desUniónes
| Alto Valle Andina Austral Buenos · Aires Chubut Cordobesa Cuyo Entreriana Formosa Jujeña Lagos del Sur Mar del Plata Misiones Noreste Oeste Rosario Salta San Luis Sanjuanina Santacruceña Santafesina Santiagueña Sur Tierra · del Fuego Tucumán |

| Unión            | Fondation | Président            | Siège                  |
| ---------------- | --------- | -------------------- | ---------------------- |
| Alto Valle       | 1959      | Javier Lastreto      | Neuquén                |
| Andina           | 2007      | Jorge Gardel         | San Fernando del Valle |
| Austral          | 1971      | Marcelo Raybet       | Comodoro Rivadavia     |
| Buenos Aires     | 1899      | Carlos Campagnoli    | Buenos Aires           |
| Chubut           | 1971      | Mateo Rosio Coblier  | Trelew                 |
| Cordobesa        | 1931      | Enrique E. Schmal    | Córdoba                |
| Cuyo             | 1945      | Marcelo Biglieri     | Mendoza                |
| Entreriana       | 1979      | Carlos Ascúa         | Paraná                 |
| Formosa          | 1988      | Gabriel Almaráz      | Formosa                |
| Jujeña           | 1966      | Gabriel Romaroski    | San Salvador de Jujuy  |
| Lagos del Sur    | 2001      | Tomás Petersen       | Bariloche              |
| Mar del Plata    | 1951      | Rodolfo Gastaldi     | Mar del Plata          |
| Misiones         | 1977      | Juan Manuel Sánchez  | Posadas                |
| Noreste          | 1963      | Santiago Galassi     | Resistencia            |
| Oeste            | 1986      | Carlos Zinani        | Junín                  |
| Rosario          | 1928      | José Dionisio        | Rosario                |
| Salta            | 1951      | Ricardo Pasarell     | Salta                  |
| San Luis         | 1977      | Horacio Giunta       | San Luis               |
| Sanjuanina       | 1952      | Guillermo Quevedo    | San Juan               |
| Santacruceña     | 2008      | Juan Moyano          | Río Gallegos           |
| Santafesina      | 1955      | Ing. Pedro Benet     | Santa Fe               |
| Santiagueña      | 1968      | Oscar Barrionuevo    | Santiago del Estero    |
| Sur              | 1954      | Juan Pedro Gardes    | Bahía Blanca           |
| Tierra del Fuego | 2000      | Sergio Amaya         | Ushuaïa                |
| Tucumán          | 1944      | Francisco Veglia     | Tucumán                |
| Uruguay XV       | 1951      | Sebastián Piñeyrúa   | Montevideo             |
| Paraguay         | 1971      | Nelson Mendoza Rolón | Asuncion               |

## Palmarès
| Année | Edition | Vainqueur                | Score       | Finaliste    |
| ----- | ------- | ------------------------ | ----------- | ------------ |
| 1945  | 1re     | Provincia                | 5 – 4       | Capital      |
| 1946  | 2e      | Provincia                | 9 – 6       | Capital      |
| 1947  | 3e      | Provincia                | 18 – 4      | Capital      |
| 1948  | 4e      | Capital                  | 20 - 18     | Provincia    |
| 1949  | 5e      | Provincia                | 16 - 12     | Capital      |
| 1950  | 6e      | Provincia                | 6 - 0       | Capital      |
| 1951  | 7e      | Provincia                | 16 - 6      | Capital      |
| 1952  | 8e      | Provincia                | 6 - 0       | Capital      |
| 1953  | 9e      | Capital                  | 10 - 9      | Provincia    |
| 1954  | 10e     | Provincia                | 9 - 8       | La Plata     |
| 1955  | 11e     | Capital                  | 6 - 3       | Provincia    |
| 1956  | 12e     | Provincia                | 6 - 3       | La Plata     |
| 1957  | 13e     | Capital                  | 11 - 0      | Provincia    |
| 1958  | 14e     | Capital                  | 11 - 6      | Provincia    |
| 1959  | 15e     | Provincia                | 3 - 0       | Capital      |
| 1960  | 16e     | Capital                  | 17 - 0      | Provincia    |
| 1961  | 17e     | Los Tréboles             | 16 - 0      | Los Ñandúes  |
| 1962  | 18e     | Las Águilas              | 18 - 11     | Los Ñandúes  |
| 1963  | 19e     | Las Águilas              | 9 - 3       | Los Dogos    |
| 1964  | 20e     | Las Águilas              | 16 - 12     | Los Ñandúes  |
| 1965  | 21e     | Los Ñandúes              | 8 - 6       | Las Águilas  |
| 1966  | 22e     | Las Águilas              | 38 - 3      | Los Naranjas |
| 1967  | 23e     | Las Águilas              | 19 - 9      | Los Ñandúes  |
| 1968  | 24e     | Las Águilas              | 18 - 3      | Los Ñandúes  |
| 1969  | 25e     | Las Águilas              | 22 - 3      | Los Ñandúes  |
| 1970  | 26e     | Las Águilas              | 38 - 0      | Los Dogos    |
| 1971  | 27e     | Las Águilas              | 14 - 8      | Los Ñandúes  |
| 1972  | 28e     | Las Águilas              | 33 - 3      | Los Ñandúes  |
| 1973  | 29e     | Las Águilas              | 14 - 0      | Los Guanacos |
| 1974  | 30e     | Las Águilas              | 16 - 13     | Los Ñandúes  |
| 1975  | 31e     | Las Águilas              | 42 - 6      | Los Naranjas |
| 1976  | 32e     | Las Águilas              | 42 - 6      | Los Guanacos |
| 1977  | 33e     | Las Águilas              | 15 - 13     | Los Ñandúes  |
| 1978  | 34e     | Las Águilas              | 31 - 18     | Los Ñandúes  |
| 1979  | 35e     | Las Águilas              | 47 - 8      | Los Ñandúes  |
| 1980  | 36e     | Las Águilas              | 56 - 3      | Los Dogos    |
| 1981  | 37e     | Las Águilas              | 32 - 12     | Los Naranjas |
| 1982  | 38e     | Las Águilas              | 59 - 19     | Los Naranjas |
| 1983  | 39e     | Las Águilas              | 53 - 3      | Los Guanacos |
| 1984  | 40e     | Las Águilas              | 74 - 7      | Entre Ríos   |
| 1985  | 41e     | Los Naranjas             | 13 - 9      | Las Águilas  |
| 1986  | 42e     | Las Águilas              | 24 - 15     | Los Naranjas |
| 1987  | 43e     | Los Naranjas             | 32 - 3      | Los Dogos    |
| 1988  | 44e     | Los Naranjas             | 25 - 10     | Las Águilas  |
| 1989  | 45e     | Los Naranjas             | 12 - 3      | Los Ñandúes  |
| 1990  | 46e     | Los Naranjas             | 27 - 13     | Los Guanacos |
| 1991  | 47e     | Las Águilas              | 28 - 16     | Los Ñandúes  |
| 1992  | 48e     | Los Naranjas             | 16 - 11     | Los Dogos    |
| 1993  | 49e     | Los Naranjas             | 24 - 12     | Los Ñandúes  |
| 1994  | 50e     | Las Águilas              | 22 - 13     | Los Dogos    |
| 1995  | 51e     | Los Dogos                | 28 - 24     | Los Naranjas |
| 1996  | 52e     | Las Águilas et Los Dogos | Round-robin |              |
| 1997  | 53e     | Los Dogos                | Round-robin | Las Águilas  |
| 1998  | 54e     | Las Águilas              | Round-robin | Los Dogos    |
| 1999  | 55e     | Las Águilas              | 10 - 8      | Los Naranjas |
| 2000  | 56e     | Las Águilas              | 35 - 16     | Los Naranjas |
| 2001  | 57e     | Los Dogos                | 30 - 20     | Las Águilas  |
| 2002  | 58e     | Las Águilas              | Round-robin | Los Ñandúes  |
| 2003  | 59e     | Las Águilas              | 17 - 16     | Los Ñandúes  |
| 2004  | 60e     | Los Guanacos             | 30 - 12     | Las Águilas  |
| 2005  | 61e     | Los Naranjas             | 28 - 9      | Los Guanacos |
| 2006  | 62e     | Las Águilas              | 34 - 10     | Los Naranjas |
| 2007  | 63e     | Las Águilas              | 27 - 10     | Los Naranjas |
| 2008  | 64e     | Las Águilas              | 10 - 9      | Los Naranjas |
| 2009  | 65e     | Los Dogos                | 15 - 12     | Los Naranjas |
| 2010  | 66e     | Los Naranjas             | 19 - 13     | Los Ñandúes  |
| 2011  | 67e     | Los Dogos                | 18 - 16     | Las Águilas  |
| 2012  | 68e     | Los Dogos                | 29 – 15     | Los Ñandúes  |
| 2013  | 69e     | Los Naranjas             | 33 - 20     | Los Ñandúes  |
| 2014  | 70e     | Los Naranjas             | Round-robin | Los Dogos    |
| 2015  | 71e     | Las Águilas              | Round-robin | Los Dogos    |
| 2016  | 72e     | Las Águilas              | Round-robin | Los Guanacos |
| 2017  | 73e     | Las Águilas              | Round-robin | Los Naranjas |

## Bilan
| Club                         | Titre(s) | Premier(s) - Dernier(s) |
| ---------------------------- | -------- | ----------------------- |
| Las Águilas (Buenos Aires)   | 37       | 1962-2017               |
| Provincia (Buenos Aires)     | 11       | 1945-1960               |
| Los Naranjas (Tucumán)       | 11       | 1985-2014               |
| Los Dogos (Córdoba)          | 7        | 1995-2012               |
| Capital (Buenos Aires)       | 5        | 1948-1958               |
| Los Tréboles (Mar del Plata) | 1        | 1961                    |
| Los Ñandúes (Rosario)        | 1        | 1965                    |
| Los Guanacos (Cuyo)          | 1        | 2004                    |

## Palmarès Zona Ascenso
| Date | Vainqueur(s)                                     | Score           | Finaliste(s)                          |
| ---- | ------------------------------------------------ | --------------- | ------------------------------------- |
| ...  | -                                                | -               | -                                     |
| 2000 | Salta                                            | Round-robin     | Chubut                                |
| 2001 | Santafesina (Group 1) et Sanjuanina (Group 2)    | -               | -                                     |
| 2002 | Salta                                            | 26 - 6          | Noreste                               |
| 2003 | Noreste                                          | 23 - 16         | Mar del Plata                         |
| 2004 | Tucumán                                          | 45 - 20         | Mar del Plata                         |
| 2005 | Santafesina                                      | 17 - 13         | Alto Valle                            |
| 2006 | Sanjuanina                                       | 23 - 29 74 - 18 | Sur                                   |
| 2007 | Mar del Plata                                    | 12 - 18 31 - 10 | Noreste                               |
| 2008 | Sanjuanina                                       | 7 - 11 20 - 3   | Noreste                               |
| 2009 | Noreste                                          | 18 - 45 32 - 0  | Sur                                   |
| 2010 | Mar del Plata (Group 1) et Alto Valle (Group 2)  | -               | -                                     |
| 2011 | Sanjuanina (Group 1) et Alto Valle (Group 2)     | -               | -                                     |
| 2012 | Santafesina (Group 1) et Alto Valle (Group 2)    | -               | Entreriana (Group 1) et Sur (Group 2) |
| 2013 | Santafesina(Group 1) et Noreste (Group 2)        | -               | -                                     |
| 2014 | Cuyo (Group 1) et Santafesina (Group 2)          | -               | -                                     |
| 2015 | Santafesina (Group 1) et Sur (Group 2)           | -               | -                                     |
| 2016 | Noreste (Group 1) et Uruguay XV (Group 2)        | -               | -                                     |
| 2017 | Mar del Plata (Group 1) et Santiagueña (Group 2) | -               | -                                     |

## Palmarès Zona Estimulo
| Date | Vainqueur(s)                                      | Score       | Finaliste(s)                           |
| ---- | ------------------------------------------------- | ----------- | -------------------------------------- |
| ...  | -                                                 | -           | -                                      |
| 2000 | Austral (Group 1) et Santiagueña (Group 2)        | Round-robin | -                                      |
| 2001 | Oeste (Group 1) et Formosa (Group 2)              | -           | Centro (Group 1) et La Rioja (Group 2) |
| 2002 | Santiagueña (Group 1) et Buenos Aires A (Group 2) | Round-robin | -                                      |
| 2003 | Entreriana (Group 1) et Oeste (Group 2)           | Round-robin | -                                      |
| 2004 | Les 8 équipes sont promues.                       | -           | -                                      |
| ...  | -                                                 | -           | -                                      |
| 2010 | Andina                                            | 56 - 11     | Jujeña                                 |
| 2011 | Andina                                            | Round-robin | Oeste                                  |
| 2012 | Oeste                                             | 12 - 6      | Misiones                               |
| 2013 | Lagos del Sur                                     | Round-robin | Andina                                 |
| 2014 | Misiones                                          | 26 - 14     | Oeste                                  |
| 2015 | Chubut                                            | 12 - 0      | Andina                                 |
| 2016 | Austral                                           | Round-robin | -                                      |
| 2017 | -                                                 | -           | -                                      |